# Валони (Изернија)
Валони је насеље у Италији у округу Изернија, региону Молизе.
Према процени из 2011. у насељу је живело 134 становника. Насеље се налази на надморској висини од 379 м.